# Eagan (Minnesota)
Eagan es una ciudad ubicada en el condado de Dakota en el estado estadounidense de Minnesota. En el Censo de 2010 tenía una población de 64206 habitantes y una densidad poblacional de 741,64 personas por km².

## Geografía
Eagan se encuentra ubicada en las coordenadas 44°48′56″N 93°9′45″O / 44.81556, -93.16250. Según la Oficina del Censo de los Estados Unidos, Eagan tiene una superficie total de 86.57 km², de la cual 80.59 km² corresponden a tierra firme y (6.91%) 5.98 km² es agua.

## Demografía
Según el censo de 2010, había 64206 personas residiendo en Eagan. La densidad de población era de 741,64 hab./km². De los 64206 habitantes, Eagan estaba compuesto por el 81.52% blancos, el 5.62% eran afroamericanos, el 0.32% eran amerindios, el 7.89% eran asiáticos, el 0.04% eran isleños del Pacífico, el 1.66% eran de otras razas y el 2.95% pertenecían a dos o más razas. Del total de la población el 4.5% eran hispanos o latinos de cualquier raza.